# キャサリンのブロードバンド!ニッポン
『キャサリンのブロードバンド!ニッポン』は、LFX mudigiにて2006年10月5日から2007年3月29日迄放送していたラジオ番組。

## 概要
ニッポン放送のAM地上波にて放送されていた、ナイターオフ番組である『ヨッ!お疲れさん』の実質後継番組として、インターネットラジオステーションLFX mudigi内で放送開始した、『ブロードバンド!ニッポン』の木曜版で、パーソナリティには、ニッポン放送の子会社であるエル・ファクトリーに所属している、日系カナダ人のキャサリン小林が担当していた番組である。

## 出演者
- キャサリン小林（タレント、ラジオDJ）

## 放送時間
- 木曜：18:00 - 21:00 - 2006年10月5日 - 2007年3月29日

## ウェルカム キャサリンズ ルーム
番組終了後にオンデマンド配信される。
- 番組開始 - 番組終了